# إشام راندولف
إشام راندولف (بالإنجليزية: Isham Randolph)‏ هو مهندس أمريكي، ولد في 25 مارس 1848 في مقاطعة كلارك في الولايات المتحدة، وتوفي في 2 أغسطس 1920 في شيكاغو في الولايات المتحدة.